# Tudor Giurgiu
Tudor Giurgiu (n. 20 iunie 1972, Cluj, România) este un regizor și producător român de film. Pe lângă filmul de ficțiune, a realizat și videoclipuri muzicale și filme documentare.

## Biografie
A studiat Academia de Teatru și Film (ATF) între anii 1991-1995. Încă din facultate lucrează ca asistent de regie cu cineaști precum Nae Caranfil, Lucian Pintilie sau Radu MIhăileanu.
A fost președinte al Societății Române de Televiziune (TVR), între anii 2005 - 2007. 
Primul său film de lung metraj, Legături bolnăvicioase, difuzat în anul 2006, tratează o relație homosexuală între două studente române. Din distribuție au făcut parte Mircea Diaconu, Tudor Chirilă și Mihaela Rădulescu.
Tudor Giurgiu și-a creat propria companie independentă de producție de film, Librafilm și a inițiat Festivalul Internațional de Film Transilvania, fiind președinte al acestuia.
În 2014 a lucrat la filmul De ce eu?, inspirat de cazul procurorului Cristian Panait, sinucis în condiții suspecte în timpul guvernării Adrian Năstase.

## Filmografie
| An   | Titlu                                                                | Producător | Regizor | Scenarist | Premii și observații |
| ---- | -------------------------------------------------------------------- | ---------- | ------- | --------- | --- |
| 1993 | E pericoloso sporgersi                                               |            | Da      |           | Asistent de regie al lui Nae Caranfil |
| 1993 | Vecini                                                               |            | Da      |           | |
| 1996 | Prea târziu                                                          |            | Da      |           | Regizor secund |
| 2001 | Popcorn Story                                                        | Da         | Da      | Da        | |
| 2004 | Marele jaf comunist                                                  | Da         |         |           | |
| 2006 | Legături bolnăvicioase                                               | Da         | Da      |           | Premiul publicului în cadrul galei Premiilor Gopo pentru cel mai mare succes de box office în anul 2006                                                                           |
| 2008 | Nunți, muzici și casete video                                        |            | Da      | Da        | Documentar |
| 2009 | Cendres et sang                                                      | Da         |         |           | Prezentat la TIFF 2009 |
| 2009 | Katalin Varga                                                        | Da         |         |           | |
| 2009 | Caravana cinematografică                                             | Da         |         |           | |
| 2010 | The Human Resources Manager (Misiunea directorului de resurse umane) | Da         |         |           | [ 9 ] |
| 2011 | Superman, Spiderman sau Batman                                       |            | Da      |           | European Film Awards 2012 Câștigător European Short Film Premiul Juriului la Aspen Shortsfest 2012 Câștigător BAFTA/LA Premiul pentru scurt metraje                               |
| 2012 | Despre oameni și melci                                               | Da         | Da      |           | Premiul special al juriului Warsaw International Film Festival 2012 Nominalizat Best International Feature Film Edinburgh International Film Festival                             |
| 2012 | Undeva la Palilula                                                   | Da         |         |           | |
| 2012 | Un alt Crăciun                                                       |            | Da      |           | |
| 2015 | De ce eu?                                                            |            | Da      | Da        | |
| 2015 | Cinema, mon amour                                                    |            | Da      | Da        | Documentar |
| 2015 | Aliyah DaDa                                                          | Da         |         |           | Câștigător Cel mai bun documentar la Premiile Gopo 2016 |
| 2017 | Breaking News                                                        | Da         |         |           | |
| 2018 | Caisă                                                                | Da         |         |           | Câștigător Cel mai bun documentar la Premiile Gopo 2019 |
| 2019 | Parking                                                              | Da         | Da      | Da        | |
| 2019 | Havana, CUBA                                                         | Da         |         |           | Câștigător Cel mai bun scurtmetraj de fictiune la Premiile Gopo 2020 |
| 2020 | Poate mai trăiesc și azi                                             | Da         | Da      | Da        | |
| 2023 | Libertate                                                            |            | Da      | Da        | Premiul CICAE la Festivalul de Film din Sarajevo 2023 Premiul Gopo 2024 pentru cel mai bun film, cel mai bun regizor, cel mai bun scenariu (scris împreună cu Cecilia Ștefănescu) |